# Tchicaya-U-Tam'si
Tchicaya U Tam'si nacido Gérald-Félix Tchicaya (Mpili, 25 de agosto de 1931 - Bazancourt, cerca de París, 22 de abril de 1988) escritor congoleño.
Pasó su infancia en Pointe-Noire, República del Congo y más tarde se fue a estudiar a Francia, donde más tarde ejerció de periodista y volvió al Congo en 1960. Allí siguió ejerciendo de periodista y mantuvo contacto con el político Patrice Lumumba. En 1961, comenzó a trabajar para la Unesco.
Como escritor, su poesía contiene un gran surrealismo y vívidas imágenes históricas y comentarios sobre la vida en África y la humanidad en general.
Desde 1989, el galardón Tchicaya U Tam'si se entrega en la localidad marroquí de Arcila.

## Obra
- Ces fruits si doux de l'arbre a pain 1990
- Les Cancrelats 1980
- La veste d'intérieur suivi de Notes de veille 1977
- À triche-coeur 1960
- Feu de brousse 1957
- Mauvais Sang1955